# Wisła Płock (piłka nożna) w sezonie 2010/2011

## Miejsca w tabeli
| 1 | 2 | 3 | 4 | 5 | 6 | 7 | 8 | 9 | 10 | 11 | 12 | 13 | 14 | 15 | 16 | 17 | 18 | 19 | 20 | 21 | 22 | 23 | 24 | 25 | 26 | 27 | 28 | 29 | 30 | 31 | 32 | 33 | 34 |
| 1 | 1 | 4 | 2 | 3 | 5 | 7 | 6 | 6 | 7  | 11 | 9  | 5  | 5  | 3  | 3  | 3  | 2  | 3  | 3  | 4  | 5  | 4  | 3  | 3  | 4  | 3  | 3  | 3  | 3  | 4  | 4  | 3  | 2  |

## Kadra

### runda jesienna
| Nr         | Kraj      | Zawodnik            | Poprzedni klub           |
| Bramkarze  | Bramkarze | Bramkarze           | Bramkarze                |
| ---------- | --------- | ------------------- | ------------------------ |
| 1          | Polska    | Bartłomiej Danowski | Nadnarwianka Pułtusk     |
| 21         | Polska    | Krzysztof Kamiński  | Pogoń Siedlce            |
|            | Polska    | Marcin Kwiatkowski  | wychowanek               |
| Obrońcy    |           |                     |                          |
| 2          | Polska    | Marcin Pacan        | Jagiellonia Białystok    |
| 5          | Polska    | Piotr Karwan        | Górnik Łęczna            |
| 8          | Polska    | Bartosz Wiśniewski  | Znicz Pruszków           |
| 18         | Polska    | Łukasz Synowicz     | wychowanek               |
| 23         | Polska    | Artur Wyczałkowski  | Widzew Łódź              |
| 24         | Polska    | Łukasz Nadolski     | Sogndal IL               |
| Pomocnicy  |           |                     |                          |
| 9          | Polska    | Rafał Grzelak       | Dolcan Ząbki             |
| 10         | Polska    | Robert Chwastek     | GKS Bełchatów            |
| 11         | Polska    | Marcin Nowacki      | Ruch Chorzów             |
| 12         | Polska    | Tomasz Grudzień     | Stegny Wyszogród         |
| 13         | Polska    | Łukasz Stański      | wychowanek               |
| 15         | Polska    | Daniel Mitura       | wychowanek               |
| 16         | Polska    | Fabian Hiszpański   | wychowanek               |
| 17         | Polska    | Łukasz Sekulski     | Stoczniowiec Płock       |
| 19         | Polska    | Tomasz Bekas        | Warta Poznań             |
| 20         | Polska    | Mateusz Lewandowski | wychowanek               |
| Napastnicy |           |                     |                          |
| 6          | Polska    | Mariusz Solecki     | Dolcan Ząbki             |
| 7          | Polska    | Daniel Koczon       | Piast Gliwice            |
| 14         | Polska    | Łukasz Sekulski     | Stoczniowiec Płock       |
| 26         | Polska    | Michał Twardowski   | Ruch Wysokie Mazowieckie |

### runda wiosenna
| Nr         | Kraj      | Zawodnik            | Poprzedni klub           |
| Bramkarze  | Bramkarze | Bramkarze           | Bramkarze                |
| ---------- | --------- | ------------------- | ------------------------ |
| 21         | Polska    | Krzysztof Kamiński  | Pogoń Siedlce            |
| 83         | Polska    | Mateusz Bąk         | Lechia Gdańsk II         |
|            | Polska    | Marcin Kwiatkowski  | wychowanek               |
| Obrońcy    |           |                     |                          |
| 2          | Polska    | Marcin Pacan        | Jagiellonia Białystok    |
| 5          | Polska    | Piotr Karwan        | Górnik Łęczna            |
| 6          | Polska    | Radosław Kursa      | Widzew Łódź              |
| 8          | Polska    | Bartosz Wiśniewski  | Znicz Pruszków           |
| 9          | Polska    | Rafał Grzelak       | Dolcan Ząbki             |
| 18         | Polska    | Artur Wyczałkowski  | Widzew Łódź              |
| 19         | Polska    | Krzysztof Hus       | Jagiellonia Białystok    |
| 23         | Brazylia  | Rafael Mariucci     | Mirassol FC              |
| 24         | Polska    | Łukasz Nadolski     | Sogndal IL               |
| 26         | Polska    | Damian Skumórski    | wychowanek               |
|            | Polska    | Łukasz Synowicz     | wychowanek               |
| Pomocnicy  |           |                     |                          |
| 10         | Polska    | Robert Chwastek     | GKS Bełchatów            |
| 11         | Polska    | Marcin Nowacki      | Ruch Chorzów             |
| 12         | Polska    | Tomasz Grudzień     | Stegny Wyszogród         |
| 13         | Polska    | Łukasz Stański      | wychowanek               |
| 15         | Polska    | Daniel Mitura       | wychowanek               |
| 16         | Polska    | Fabian Hiszpański   | wychowanek               |
| 17         | Polska    | Damian Adamczyk     | wychowanek               |
| 20         | Polska    | Mateusz Lewandowski | wychowanek               |
| 25         | Senegal   | El Haji Matar Gueye | Stegny Wyszogród         |
| 29         | Kanada    | Robert Sing         | Sapperton Rovers FC      |
| 90         | Polska    | Damian Jaroń        | GKP Gorzów Wielkopolski  |
|            | Polska    | Damian Łazicki      | wychowanek               |
| Napastnicy |           |                     |                          |
| 7          | Polska    | Jakub Zabłocki      | Lechia Gdańsk II         |
| 9          | Polska    | Daniel Koczon       | Piast Gliwice            |
| 14         | Polska    | Łukasz Sekulski     | Stoczniowiec Płock       |
| 22         | Polska    | Michał Twardowski   | Ruch Wysokie Mazowieckie |
|            | Polska    | Kamil Biliński      | Górnik Polkowice         |

## Mecze

### Sparingi

#### runda jesienna
| data                  | przeciwnik                   | miejsce      | wynik | bramki                                                                             |
| 30 czerwca 2010 13:00 | Stomil Olsztyn (piłka nożna) | Płock Drobin | 2:1   | Robert Chwastek, Piotr Burski                                                      |
| 3 lipca 2010 11:00    | ŁKS Łódź                     | Łódź         | 3:1   | Marcin Nowacki (2), Mariusz Solecki                                                |
| 6 lipca 2010          | Lechia Gdańsk                | Gutów Mały   | 0:7   | brak                                                                               |
| 10 lipca 2010 12:00   | Ruch Radzionków              | Kleszczów    | 3:3   | Marcin Nowacki, Daniel Koczon, Bartłomiej Hirsz                                    |
| 14 lipca 2010         | MKS Kutno                    | Kutno        | 0:1   | brak                                                                               |
| 17 lipca 2010         | Zawisza Bydgoszcz            | Bydgoszcz    | 0:1   | brak                                                                               |
| 24 lipca 2010 11:00   | Elana Toruń                  | Toruń        | 4:2   | Tomasz Grudzień 34', Robert Chwastek 49', Mariusz Solecki 85', Mariusz Solecki 89' |

#### runda wiosenna
| data             | przeciwnik                   | miejsce    | wynik | bramki                                                                                    |
| 15 stycznia 2011 | Pogoń Siedlce                | Płock      | 2:1   | Łukasz Nadolski 59', Marcin Pacan 69'                                                     |
| 21 stycznia 2011 | Zawisza Bydgoszcz            | Płock      | 1:1   | Daniel Koczon 22'                                                                         |
| 26 stycznia 2011 | Stomil Olsztyn (piłka nożna) | Płock      | 4:0   | Bartosz Wiśniewski 63', Marcin Nowacki 65', Łukasz Sekulski 75', Rafał Remisz 53' (sam.)  |
| 29 stycznia 2011 | SP Lagos Nigeria MKS Kutno   | Płock      | 2:1   | Tomasz Bekas 32', Przemysław Michalski 38' (sam.)                                         |
| 2 lutego 2011    | Widzew Łódź (ME)             | Kleszczów  | 2:3   | Arkadiusz Żaglewski 16', Mateusz Lewandowski 38'                                          |
| 4 lutego 2011    | Ruch Radzionków              | Kleszczów  | 2:0   | Bartosz Wiśniewski, zawodnik testowany                                                    |
| 7 lutego 2011    | Podbeskidzie Bielsko-Biała   | Kleszczów  | 1:2   | ? 18'                                                                                     |
| 8 lutego 2011    | Włókniarz Zelów              | Kleszczów  | 0:3   | brak                                                                                      |
| 16 lutego 2011   | Sandecja Nowy Sącz           | Gutów Mały | 0:0   | brak                                                                                      |
| 19 lutego 2011*  | Orkan Sochaczew              | Płock      | 11:0  | Krzysztof Garczewski, Kamil Biliński (4), Kowalski (2), Marciszko (3), Bartosz Wiśniewski |
| 19 lutego 2011*  | Olimpia Grudziądz            | Grudziądz  | 1:4   | Michał Pruchnik 78'                                                                       |
| 23 lutego 2011   | Wda Świecie                  | Płock      | 4:0   | Robert Sing 30', Kamil Biliński 80' (karny), Kamil Biliński 82', Damian Jaroń 89'         |
| 26 lutego 2011   | Elana Toruń                  | Płock      | 1:2   | Kamil Biliński 23'                                                                        |
| 5 marca 2011     | Lech Rypin                   | Płock      | 2:1   | Bartosz Wiśniewski 23', Bartosz Wiśniewski 43'                                            |
| 5 marca 2011     | MKS Kutno                    | Płock      | 3:0   | Kamil Biliński 34', Jakub Zabłocki 62', Krzysztof Garczewski 88'                          |

* - zespół został podzielony na dwie grupy, które rozgrywały 2 oddzielne sparingi

### Druga Liga

#### runda jesienna
| kolejka | data             | przeciwnik                   | Dom/Wyjazd | wynik | bramki                                                                                                  |
| 1       | 31.07.2010 17:00 | Ruch Wysokie Mazowieckie     | W          | 3:0   | Michał Twardowski 49', Michał Twardowski 77', Michał Twardowski 87'                                     |
| 2       | 07.08.2010 18:00 | Jeziorak Iława               | D          | 1:0   | Michał Twardowski 9'                                                                                    |
| 3       | 14.08.2010 18:00 | Stal Rzeszów                 | W          | 2:4   | Michał Twardowski 27', Tomasz Bekas 84'                                                                 |
| 4       | 18.08.2010 18:00 | Znicz Pruszków               | D          | 4:1   | Marcin Nowacki 14', Marcin Nowacki 53', Daniel Koczon 71', Daniel Koczon 79'                            |
| 5       | 21.08.2010 17:00 | Okocimski KS Brzesko         | W          | 1:2   | Marcin Pacan 90'                                                                                        |
| 6       | 29.08.2010 17:00 | Wigry Suwałki                | W          | 1:1   | Marcin Pacan 88' - karny                                                                                |
| 7       | 03.09.2010 18:00 | Świt Nowy Dwór Mazowiecki    | D          | 1:2   | Mariusz Solecki 75'                                                                                     |
| 8       | 11.09.2010 16:00 | Olimpia Elbląg               | W          | 0:0   | brak |
| 9       | 18.09.2010 18:00 | Stomil Olsztyn (piłka nożna) | D          | 5:2   | Marcin Pacan 1', Piotr Karwan 27', Mariusz Solecki 47', Mariusz Solecki 75', Daniel Koczon 90'          |
| 10      | 25.09.2010 16:00 | Stal Stalowa Wola            | W          | 0:1   | Marcin Pacan 52' - samobójcza                                                                           |
| 11      | 02.10.2010 18:00 | Resovia                      | D          | 0:4   | brak |
| 12      | 10.10.2010 15:00 | GLKS Nadarzyn                | W          | 1:0   | Marcin Pacan 20' - karny                                                                                |
| 13      | 16.10.2010 17:00 | Motor Lublin                 | D          | 2:0   | Marcin Pacan 80', Tomasz Grudzień 90'                                                                   |
| 14      | 23.10.2010 15:00 | Sokół Sokółka                | W          | 2:1   | Daniel Koczon 11', Michał Twardowski 90'                                                                |
| 15      | 30.10.2010 17:00 | Puszcza Niepołomice          | D          | 4:3   | Bartosz Wiśniewski 15', Daniel Koczon 39', Robert Chwastek 47', Michał Twardowski 90'                   |
| 16      | 07.11.2010 11:15 | Pelikan Łowicz               | W          | 2:2   | Marcin Pacan 6', Tomasz Bekas 45'                                                                       |
| 17      | 13.11.2010 15:00 | Start Otwock                 | D          | 5:0   | Bartosz Wiśniewski 16', Tomasz Bekas 20', Bartosz Wiśniewski 71', Marcin Nowacki 75', Daniel Koczon 76' |

#### runda wiosenna
| kolejka | data               | przeciwnik                   | Dom/Wyjazd | Wynik | bramki                                                                                               |
| 18      | 06.04.2011 18:30   | Ruch Wysokie Mazowieckie     | D          | 3:0   | Damian Jaroń 21', Rafael Mariucci 30', Michał Twardowski 81'                                         |
| 19      | 13.03.2011 14:00** | Jeziorak Iława               | W          | 0:3   | walkower                                                                                             |
| 20      | 18.03.2011 18:30   | Stal Rzeszów                 | D          | 0:0   | brak                                                                                                 |
| 21      | 26.03.2011 12:00   | Znicz Pruszków               | W          | 2:2   | Jakub Zabłocki 7', Marcin Nowacki 81'                                                                |
| 22      | 02.04.2011 16:00   | Okocimski KS Brzesko         | D          | 0:2   | brak                                                                                                 |
| 23      | 09.04.2011 19:00   | Wigry Suwałki                | D          | 2:1   | Jakub Zabłocki 36', Michał Twardowski 54'                                                            |
| 24      | 16.04.2011 16:00   | Świt Nowy Dwór Mazowiecki    | W          | 4:0   | Marcin Nowacki 23', Kamil Biliński 31', Damian Jaroń 38', Kamil Biliński 43'                         |
| 25      | 23.04.2011 14:30   | Olimpia Elbląg               | D          | 3:0   | Kamil Biliński 7', Damian Jaroń 43', Kamil Biliński 89'                                              |
| 26      | 30.04.2011 17:00   | Stomil Olsztyn (piłka nożna) | W          | 1:1   | Michał Twardowski 77'                                                                                |
| 27      | 07.05.2011 16:00   | Stal Stalowa Wola            | D          | 1:0   | Kamil Biliński 14'                                                                                   |
| 28      | 11.05.2011 17:00   | Resovia                      | W          | 0:1   | brak                                                                                                 |
| 29      | 14.05.2011 16:00   | GLKS Nadarzyn                | D          | 0:1   | brak                                                                                                 |
| 30      | 21.05.2011 17:00   | Motor Lublin                 | W          | 3:0   | Kamil Biliński 13', Kamil Biliński 57', Marcin Nowacki 60'                                           |
| 31      | 25.05.2011 18:30   | Sokół Sokółka                | D          | 0:3   | brak                                                                                                 |
| 32      | 29.05.2011 17:00   | Puszcza Niepołomice          | W          | 1:2   | Kamil Biliński 11', Kamil Biliński 89'                                                               |
| 33      | 05.06.2011 14:00   | Pelikan Łowicz               | D          | 1:0   | Kamil Biliński 60'                                                                                   |
| 34      | 12.06.2011 17:00   | Start Otwock                 | W          | 5:1   | Łukasz Nadolski 18', Marcin Nowacki 25', Kamil Biliński 40', Łukasz Sekulski 66', Kamil Biliński 68' |

* - przełożony z powodu złych warunków atmosferycznych, pierwotny termin 5 marca 14:30

** - walkower, przerwany w 87 minucie z powodu złego zachowania kibiców (wynik 1:2, Jakub Zabłocki 38')

### Puchar Polski
| runda   | data             | przeciwnik    | Dom/Wyjazd | wynik | bramki             |
| I runda | 25.08.2010 18:00 | Górnik Zabrze | D          | 1:3   | Marcin Nowacki 90' |

## Strzelcy
| Liga | PP | Zawodnik           |
| ---- | -- | ------------------ |
| 12   | 0  | Kamil Biliński     |
| 10   | 0  | Michał Twardowski  |
| 7    | 1  | Marcin Nowacki     |
| 6    | 0  | Daniel Koczon      |
| 6    | 0  | Marcin Pacan       |
| 3    | 0  | Tomasz Bekas       |
| 3    | 0  | Damian Jaroń       |
| 3    | 0  | Mariusz Solecki    |
| 3    | 0  | Bartosz Wiśniewski |
| 3    | 0  | Jakub Zabłocki     |
| 1    | 0  | Robert Chwastek    |
| 1    | 0  | Tomasz Grudzień    |
| 1    | 0  | Piotr Karwan       |
| 1    | 0  | Łukasz Nadolski    |
| 1    | 0  | Rafael Mariucci    |
| 1    | 0  | Łukasz Sekulski    |

Bramki samobójcze: Marcin Pacan (10 kolejka)

## Transfery

### runda jesienna
- Przyszli: Krzysztof Kamiński (MKP Pogoń Siedlce), Adam Bieńkowski (Wisła II Płock), Tomasz Bekas (Warta Poznań), Bartłomiej Danowski (Nadnarwianka Pułtusk), Piotr Karwan (Górnik Łęczna), Michał Twardowski (Ruch Wysokie Mazowieckie)
- Odeszli: Łukasz Masłowski (AS Digenís Akrítas Mórfou), Bartłomiej Sielewski (Piast Gliwice), Łukasz Juszkiewicz (szuka klubu), Piotr Burski (szuka klubu), Mateusz Żytko (Polonia Bytom)

### runda wiosenna
- Przyszli: Krzysztof Hus (Jagiellonia Białystok), Radosław Kursa (Widzew Łódź), Rafael Mariucci (Mirassol FC), Łukasz Synowicz (rezerwy), Matar Guèye, Damian Jaroń (GKP Gorzów Wielkopolski), Damian Łazicki (powrót po kontuzji), Robert Sing (Sapperton Rovers FC), Kamil Biliński (Górnik Polkowice), Jakub Zabłocki (Lechia II Gdańsk)
- Odeszli: Bartłomiej Danowski (Mazur Ełk), Artur Melon (Zagłębie Sosnowiec), Marcin Dettlaff (Bałtyk Gdynia), Tomasz Bekas (Polonia Środa Wielkopolska), Daniel Mitura (rezerwy), Mariusz Solecki (Pelikan Łowicz)